# Cartmanova máma je pořád špinavá flundra
Cartmanova máma je pořád špinavá flundra (v anglickém originále Cartman's Mom Is Still a Dirty Slut) je druhý díl druhé řady amerického komediálního animovaného televizního seriálu Městečko South Park. Díl navazuje na epizodu Cartmanova máma je špinavá flundra.

## Děj
Dr. Mephesto, který analyzoval testy DNA Erica Cartmana a jeho potenciálních otců, je postřelen. Do města přijede režisér Sid Greenfield se svým štábem, který uspořádá konkurz na rekonstrukci tohoto zločinu pro seriál Američtí zločinci. Do města přijde sněhová vánice, což při natáčení dílu pořadu vyvolá paniku. Přihlížející diváci ve vánici uzavřeném studiu nejdříve snědí Erica Robertse, který obsadil roli Mephetsova opičáka, a následně i celý televizní štáb. Mezitím Dr. Mephetso bojuje o život v nemocnici. V nemocnice vypadne elektřina, ale Kenny dokáže zpátky nahodit proud tím, že se vlastníma rukama dotkne přetrhaného drátu u venkovního generátoru. Kenny se obětuje a dotkne se obou konců drátu, čímž zemře. Druhý den se lidé dostanou ze studia a smiřují se s tím, že se stali kanibali. Do nemocnice začne proudit elektřina a Dr. Mephesto se probouzí. Zjistí se, že ho postřelil jeho bratr, který to má ve zvyku. Dr. Mephesto nakonec prozradí kdo je otcem Erica Cartmana. Otcem Erica Cartmana je paní Cartmanová, jelikož je hermafrodit. Sice v onu noc strávila čas s mnoha muži, ale jelikož se coby hermafrodit nemůže rozmnožovat, přivedla do jiného stavu jinou ženu. To kdo je skutečnou matkou Erica Cartmana se již nezjistí.